# Ernst Weiser
Ernst Weiser (* 10. Februar 1939) ist ein ehemaliger deutscher Fußballspieler. Von 1961 bis 1965 spielte er für Lokomotive Stendal in der DDR-Oberliga, der höchsten Spielklasse im DDR-Fußball.

## Sportliche Laufbahn
Im Alter von zwölf Jahren begann Ernst Weiser 1951 in Leipzig seine Laufbahn als Fußballspieler. Als 22-Jähriger wechselte er 1961 zum Oberligisten BSG Lokomotive Stendal. Die Saison 1961/62 lief vom Januar 1961 bis zum Juni 1962 über 39 Runden, da der DDR-Fußball ab 1962 zum Herbst-Frühjahr-Spielrhythmus zurückkehrte. Weiser wurde vom 16. bis zum 29. Spieltag in acht Begegnungen als Stürmer eingesetzt. Am Ende der Saison stand Lok Stendal als Absteiger aus der Oberliga fest. In der DDR-Liga-Saison 1962/63 spielte Weiser mit nur drei Punktspieleinsätzen eine untergeordnete Rolle. Nachdem Stendal den sofortigen Wiederaufstieg geschafft hatte, wurde 1963/64 wieder in der Oberliga gespielt, aber auch in dieser Saison war Weiser nur Ersatzspieler und kam nur in acht Oberligaspielen zum Einsatz. 1964/65 profitierte er von der langfristigen Verletzung des Verteidigers Manfred Felke und wurde so in 16 der 26 ausgetragenen Punktspielen aufgeboten. Als Felke zu Beginn der Spielzeit 1965/66 wieder in die Oberligamannschaft der Stendaler zurückkehrte, blieb Weiser in der Hinrunde zunächst ohne Einsatz. Da in der Rückrunde durch den Ausfall des Mittelfeldspielers Henry Weißkopf die Mannschaft umgebaut werden musste, kam Weiser in der Rückrunde noch zu neun Punktspieleinsätzen, in denen er nach seinem ersten Oberligatreffer 1962 zum zweiten Torerfolg kam. Im Endspiel um den DDR-Fußballpokal, das Stendal 1966 erreichte aber mit 0:1 gegen die BSG Chemie Leipzig verlor, wurde Weiser nicht eingesetzt. Dagegen bestritt er 1966/67 seine erfolgreichste Saison. Er bestritt 21 der 26 ausgetragenen Oberligaspiele, in denen er zunächst als Stürmer, später als Verteidiger aufgeboten wurde. Zusätzlich kam er zu seinem dritten Oberligator. In seiner letzten Saison in der 1. Mannschaft der BSG Lok hatte Weiser zahlreiche Ausfälle zu beklagen und kam nur noch auf elf Punktspieleinsätze. Nach 76 Einsätzen in der Oberliga und DDR-Liga sowie drei Punktspieltoren beendete Ernst Weiser im Sommer 1968 seine Laufbahn als Fußballspieler im Leistungsbereich. Später wirkte er als Übungsleiter, zuletzt viele Jahre beim FSV Lok Eberswalde.